# Carlos Casaravilla
Carlos Casaravilla (Montevideo, Uruguay, 12 de octubre de 1900-Cullera, Valencia, España, 17 de febrero de 1981) fue un actor uruguayo.
Su carrera cinematográfica se desarrolló entre 1934 y 1978, casi siempre en papeles secundarios. Debutó con el filme Viva la vida, de José María Castellví. Firmó algunas de sus mejores interpretaciones de la mano del director Juan Antonio Bardem, en películas como Cómicos (1954), Muerte de un ciclista (1955) o Sonatas (1959). A cuenta de su papel en Muerte de un ciclista, el escritor y crítico Eduardo Haro Tecglen reconoció que era un actor "espectacular", y observó:

«Era un hombre especializado en papeles de cínico, y de extranjero, porque hablaba idiomas, y por eso siempre le daban un papel con acento extranjero».

También apareció en numerosas producciones extranjeras, entre las que destacan Orgullo y pasión (1957) de Stanley Kramer, El tigre se perfuma con dinamita (1965) de Claude Chabrol o El regreso de los siete magníficos (1967), de Burt Kennedy. En 1959 protagonizó la película El Lazarillo de Tormes, que se alzó con el Oso de oro en la décima edición del Festival Internacional de Cine de Berlín.
En teatro, participó junto a Marujita Díaz en la obra "Yo soy casado, señorita" 1948

## Filmografía selecta
- Mar abierto (1946)
- Cómicos (1954)
- Muerte de un ciclista (1955)
- El expreso de Andalucía (1956)
- Un ángel pasó por Brooklyn (1957)
- La puerta abierta (1957)
- Orgullo y pasión (1957)
- Héroes de aire (1958)
- El Lazarillo de Tormes (1959)
- Un ángel tuvo la culpa (1960)
- Teresa de Jesús (1961)
- Usted tiene ojos de mujer fatal (1962)
- Marcha o muere (1962)
- Saúl y David (1964)
- El tigre se perfuma con dinamita (1965)
- Mestizo (1966)
- El hombre que mató a Billy el Niño (1967)
- El regreso de los siete magníficos (1967)
- La marca del hombre lobo (1968)
- El huerto del francés (1978)